# プラネター
プラネター(Planetar)とは、天文学において、次の2つの意味を表す。
- 褐色矮星 - 惑星と恒星の中間程度の質量を持つが、惑星のように形成された天体
- 準褐色矮星 - 褐色矮星よりも質量の小さい冷たい天体で、恒星を公転しないもの

両方の定義が提案されたが、どちらも天文学及び惑星科学のコミュニティで広く使われるには至らなかった。この用語は、惑星を意味するプラネット(planet)と恒星を意味するスター(star)のかばん語である。

## 褐色矮星プラネター
プラネターとは、褐色矮星の下限質量よりも大きな質量を持つ惑星に似た天体である。このような天体は、通常は褐色矮星と呼ばれる。しかし、プラネターは惑星と同様に星周円盤の降着か核崩壊で形成されるものであり、ガス雲の崩壊でできるものではない。プラネターと褐色矮星の違いは明確ではないが、惑星の形成過程を辿ったか否かで区別されている。このような惑星は、「極超巨星惑星」と呼ばれることもある。

### 赤色矮星プラネター
理論上は、赤色矮星の質量に相当するような大きさの巨大惑星が形成される可能性もある。種族IIIの原始星のガス円盤からは、もっと大きな天体が形成されるかもしれない。

## 非束縛惑星プラネター
惑星は恒星を公転するものと定義されることもあり、その場合、自由浮遊惑星はプラネターと呼ばれる。その定義に従えば、恒星を公転しない惑星質量天体は惑星と呼ぶことはできない。そのような天体は恒星と同様に単独で存在するため、プラネターと呼ばれるようになった。2003年、国際天文学連合の太陽系外惑星作業班は、このような天体を準褐色矮星と呼ぶように勧告した。
このような天体は、原始惑星系円盤と同様の塵の円盤を伴っていることがある。例えば、2M1207bには円盤が発見されている。